# Químico

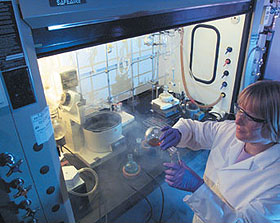
Una química con un matraz bola (balón de vidrio) trabajando para unir dos moléculas

Un químico es un científico especializado en la química. Los químicos estudian la composición de la materia y las propiedades que participan en su interacción, los productos resultantes, y la aplicación de estas propiedades en la vida del hombre como tal.
Son de especial interés para los químicos las propiedades de los compuestos, su reactividad, y su uso en campos como bioquímica,  farmacología, industria cosmética, industria alimentaria, química de materiales, petroquímica, ingeniería, entre otras.
Los químicos utilizan sus conocimientos para aprender la composición y las propiedades de sustancias desconocidas; también para reproducir y sintetizar productos naturales en grandes cantidades y para crear nuevas sustancias artificiales mediante procesos rentables.
Los químicos pueden especializarse en diversas subdisciplinas de la química. Los metalúrgicos y los científicos de materiales deben compartir mucho de la educación y preparación seguidas por los químicos.
Los ingenieros químicos se relacionan con los procesos físicos necesarios para la producción industrial (calentamiento, refrigeración, mezcla, difusión, etc.) así como la separación y purificación de los productos, y trabajan con los químicos industriales y otros químicos en el desarrollo de nuevos procesos para estos productos.

## Historia de la química

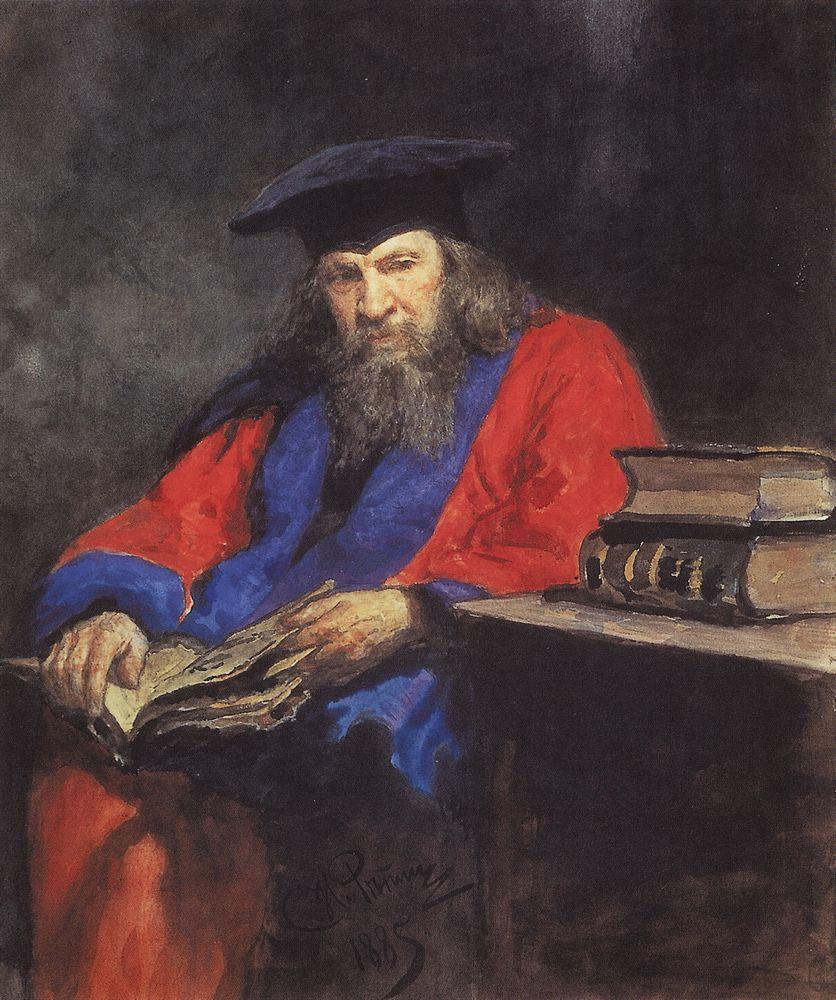
El químico ruso Dmitri Mendeléyev, autor de la primera tabla periódica moderna de los elementos

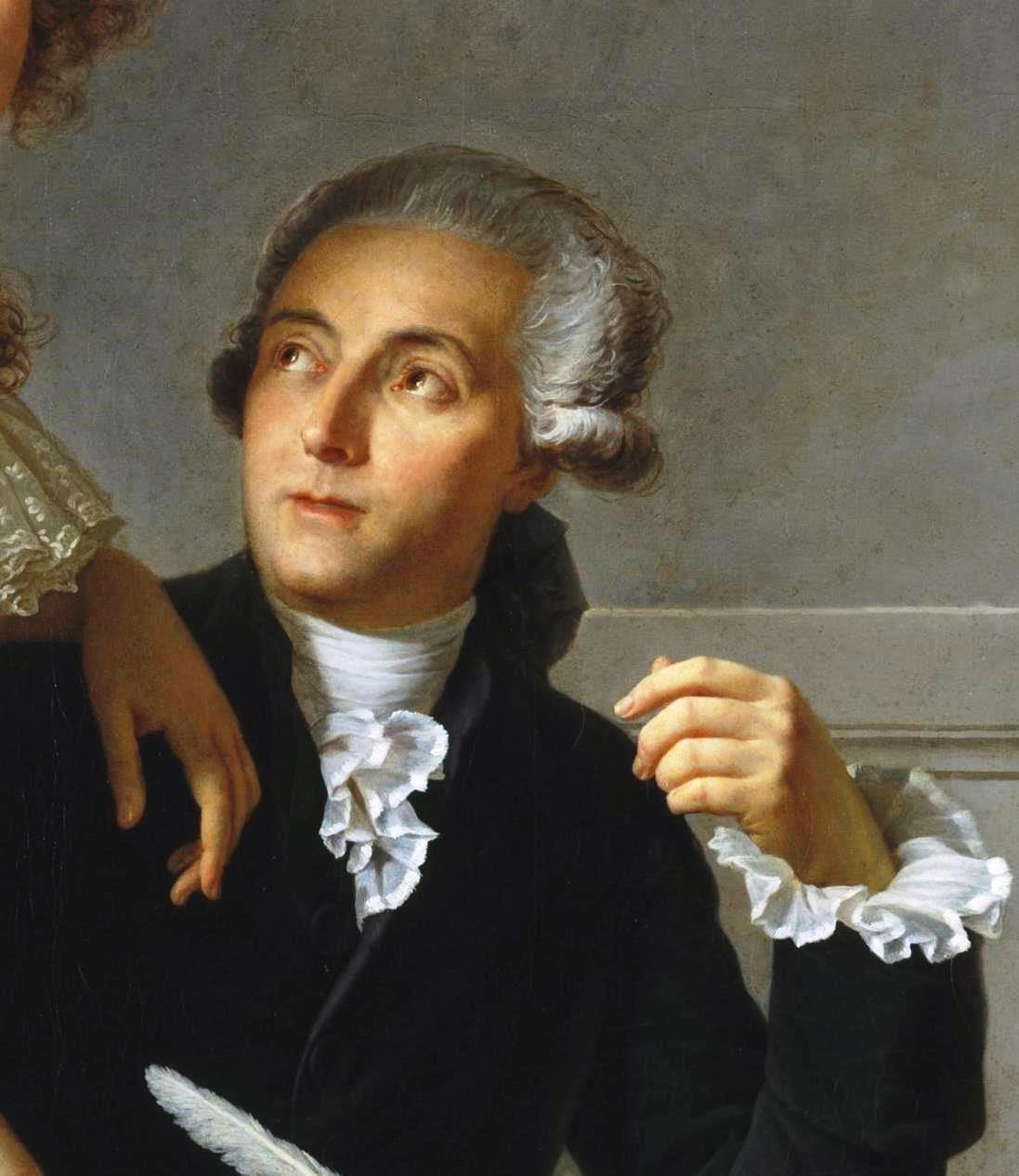
Antoine Lavoisier (1743-94) es considerado el "Padre de la Química Moderna".

Las raíces de la química se remontan al fenómeno de la combustión. El fuego era una fuerza mística que transformaba una sustancia en otra y, por tanto, era de interés primordial para la humanidad. El fuego permitió descubrir el hierro y el vidrio. Después de que se descubriera el oro y se convirtiera en un metal precioso, muchas personas se interesaron por encontrar un método que pudiera convertir otras sustancias en oro. Esto dio lugar a la protociencia llamada alquimia. La palabra químico deriva del sustantivo neolatino chimista, abreviatura de alchimista (alquimista). Los alquimistas descubrieron muchos procesos químicos que condujeron al desarrollo de la química moderna. La química, tal y como la conocemos hoy, fue inventada por Antoine Lavoisier con su Ley de conservación de la materia en 1783. Los descubrimientos de los elementos químicos tienen una larga historia que culmina con la creación de la tabla periódica por Dmitri Mendeleev. El Premio Nobel de Química creado en 1901 ofrece una excelente panorámica de los descubrimientos químicos desde principios del siglo XX.

## Educación
La formación universitaria consiste, además de la formación en química, en una integración de ciencias auxiliares, donde se imparten asignaturas como física, matemáticas, química física, administración, legislación, bioquímica, entre otras.
Las licenciaturas que se relacionan con el campo de formación química son:
- Químico clínico.
- Química industrial.
- Ingeniero químico.
- Químico farmacéutico.
- Biólogo.
- Químico Farmacéutico Biólogo.
- Química de los alimentos.
- Bioquímica diagnóstica.
- Tecnólogo químico.
- Químico analítico.

Los campos de especialización incluyen bioquímica, química orgánica, química inorgánica, química analítica, química teórica, química cuántica, química ambiental, química física, citoquímica, Fitoquímica y en algunos casos en microbiología y farmacia.
Los trabajadores cuyo trabajo tiene que ver con la química, pero no en una complejidad que requiera una educación con un título en química, se denominan comúnmente técnico químicos'. Estos técnicos suelen realizar trabajos más sencillos, como análisis rutinarios para control de calidad o en laboratorios clínicos, y tienen un título asociado. Un tecnólogo químico tiene más educación o experiencia que un técnico químico pero menos que un químico, a menudo teniendo una licenciatura en un campo diferente de la ciencia con también un grado asociado en química (o muchos créditos relacionados con la química) o teniendo la misma educación que un técnico químico pero más experiencia. También hay titulaciones específicas para convertirse en tecnólogo químico, que son algo distintas de las que se exigen cuando un estudiante está interesado en convertirse en químico profesional. Un tecnólogo químico está más implicado en la gestión y el funcionamiento del equipo y la instrumentación necesarios para realizar análisis químicos que un técnico químico. Forman parte del equipo de un laboratorio químico en el que se analiza la calidad de la materia prima, los productos intermedios y los productos acabados. También desempeñan funciones en las áreas de control de calidad medioambiental y en la fase operativa de una planta química.
Además de toda la formación que se suele dar a los tecnólogos químicos en su respectiva licenciatura (o la que se da a través de un grado asociado), un químico también recibe formación para comprender más detalles relacionados con los fenómenos químicos, de modo que el químico pueda ser capaz de planificar mejor los pasos para alcanzar un objetivo determinado a través de una empresa relacionada con la química. Cuanto mayor sea el nivel de competencia alcanzado en el campo de la química (evaluado mediante una combinación de educación, experiencia y logros personales), mayor será la responsabilidad asignada al químico y más complicada será la tarea. La química, como campo, tiene tantas aplicaciones que se pueden asignar diferentes tareas y objetivos a trabajadores o científicos con estos distintos niveles de formación o experiencia. El título específico de cada trabajo varía de un puesto a otro, dependiendo de factores como el tipo de industria, el nivel de rutina de la tarea, las necesidades actuales de una empresa en particular, el tamaño de la empresa o de la empresa contratante, la filosofía y los principios de gestión de la empresa contratante, la visibilidad de la competencia y los logros individuales de quien busca empleo, factores económicos como la recesión o la depresión económica, entre otros factores, por lo que esto hace que sea difícil categorizar las funciones exactas de estos trabajadores relacionados con la química como estándar para ese nivel determinado de educación. Debido a estos factores que afectan a títulos de trabajo exactos con responsabilidades distintas, algunos químicos podrían empezar a realizar tareas de técnico mientras que otros químicos podrían empezar a realizar tareas más complicadas que las de un técnico, como tareas que también implican investigación aplicada formal, gestión o supervisión incluidas dentro de las responsabilidades de ese mismo título de trabajo. El nivel de supervisión de ese químico también varía de forma similar, con factores parecidos a los que afectan a las tareas exigidas para un químico concreto.

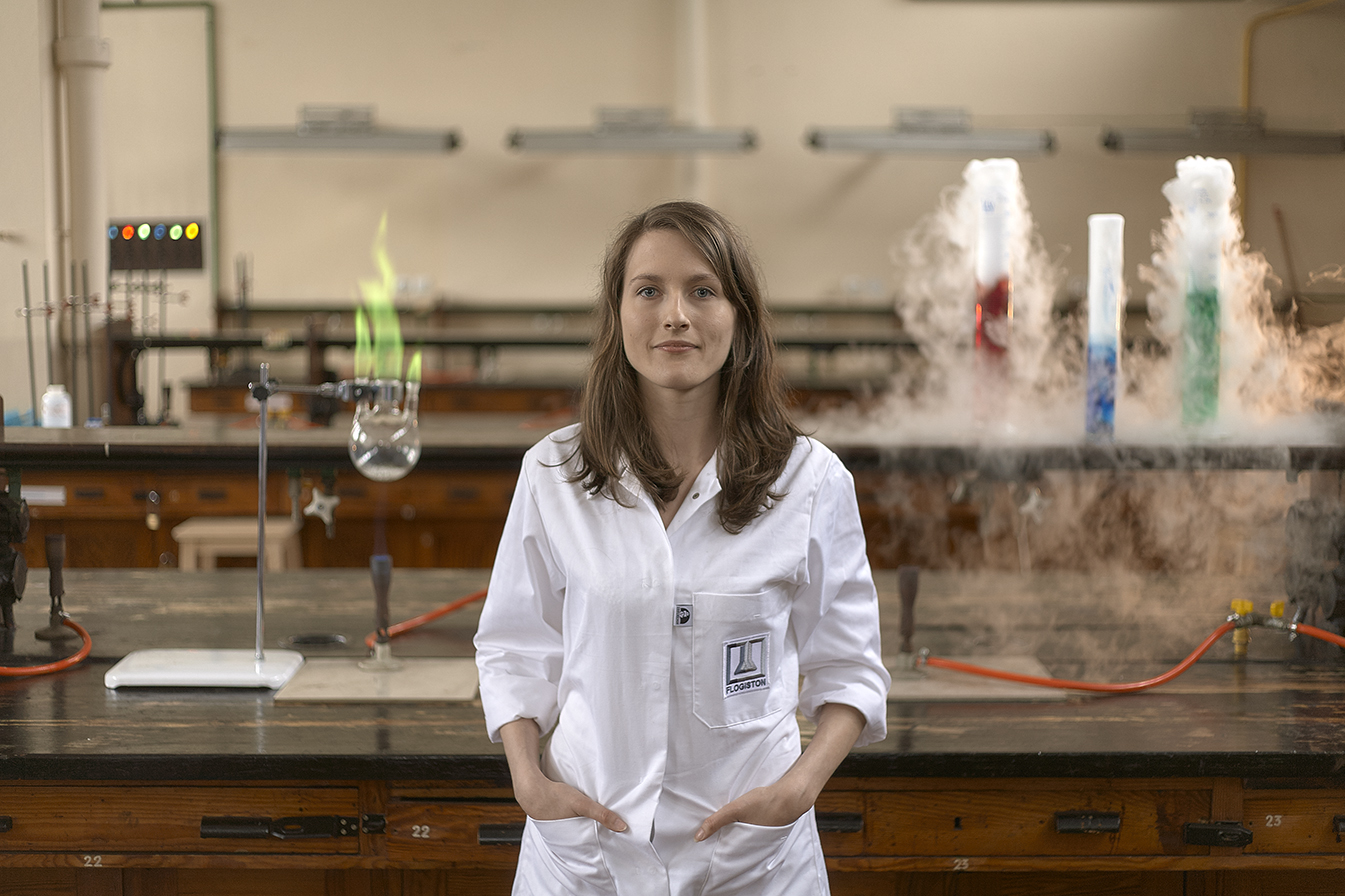
Un químico en un laboratorio

Es importante que los interesados en una licenciatura en Química comprendan la variedad de funciones a las que pueden optar (de media), que varían en función de la formación y la experiencia laboral. Los químicos que poseen una licenciatura suelen ocupar puestos relacionados con la asistencia a la investigación (trabajando bajo la dirección de químicos de alto nivel en una actividad orientada a la investigación) o, alternativamente, pueden trabajar en distintos aspectos (relacionados con la química) de un negocio, organización o empresa, incluyendo aspectos que implican control de calidad, garantía de calidad, fabricación, producción, formulación, inspección, validación de métodos, visitas para la resolución de problemas de instrumentos relacionados con la química, asuntos reglamentarios, servicios técnicos "a demanda", análisis químicos con fines ajenos a la investigación (por ejemplo, a petición legal, con fines de ensayo, o para organismos gubernamentales o sin ánimo de lucro); los químicos también pueden trabajar en evaluación y valoración medioambiental. Otros empleos o funciones pueden ser la venta y comercialización de productos químicos e instrumentos relacionados con la química o la redacción técnica. Cuanta más experiencia obtengan, más independencia y funciones de liderazgo o gestión podrán desempeñar estos químicos en esas organizaciones. Algunos químicos con una experiencia relativamente superior pueden cambiar de trabajo o de puesto para convertirse en gerente de una empresa relacionada con la química, supervisor, empresario o consultor químico. Otros químicos optan por combinar su formación y experiencia como químicos con una credencial distinta para prestar distintos servicios (por ejemplo, químicos forenses, desarrollo de software relacionado con la química, especialistas en derecho de patentes, personal de bufetes de abogados especializados en medio ambiente, personal de información científica, personal de diseño de ingeniería, etc.).
En comparación, los químicos que han obtenido un Master of Science (M.S.) en química o en una disciplina muy relacionada pueden encontrar funciones de químico que les permitan disfrutar de más independencia, liderazgo y responsabilidad en una etapa más temprana de su carrera con menos años de experiencia que los que tienen una licenciatura como título más alto. A veces, los químicos con máster reciben tareas más complejas en comparación con las funciones y puestos que encuentran los químicos con una licenciatura como título académico más alto y con los mismos o casi los mismos años de experiencia laboral. Hay puestos que sólo están abiertos a quienes tienen al menos un título relacionado con la química a nivel de máster. Aunque los buenos químicos sin título de doctor pero con relativamente muchos años de experiencia pueden acceder a algunos puestos de investigación aplicada, la norma general es que se prefiere a los químicos con título de doctor para los puestos de investigación y suelen ser la opción preferida para los puestos administrativos más altos en las grandes empresas dedicadas a tareas relacionadas con la química. Algunos puestos, especialmente los orientados a la investigación, sólo admiten a químicos que sean doctores. Los puestos que implican una investigación intensiva y buscan activamente liderar el descubrimiento de compuestos químicos completamente nuevos con fondos y recursos monetarios específicamente asignados o los puestos que buscan desarrollar nuevas teorías científicas requieren un doctorado la mayoría de las veces. Los químicos con un doctorado como grado académico más alto se encuentran normalmente en el departamento de investigación y desarrollo de una empresa y también pueden ocupar puestos universitarios como profesores. Los profesores de las universidades de investigación o de las grandes universidades suelen tener un doctorado, y algunas instituciones orientadas a la investigación pueden exigir una formación posdoctoral. Algunas universidades más pequeñas (incluidas algunas universidades más pequeñas de cuatro años o universidades más pequeñas no dedicadas a la investigación para estudiantes universitarios), así como community colleges, suelen contratar a químicos con un máster como profesores también (y en raras ocasiones, algunas grandes universidades que necesitan instructores a tiempo parcial o temporales, o personal temporal), pero cuando los puestos son escasos y los solicitantes son muchos, pueden preferir en su lugar a doctores.

## Empleo
El campo laboral de un profesional de la química varía de acuerdo con el tipo de licenciatura cursada, su especialización, y los campos de aplicación de su rama. En general, el químico puede emplearse en cualquier proceso industrial donde se lleven a cabo reacciones de síntesis de compuestos de interés humano tales como:  industria farmacéutica, industria petroquímica, industria cosmética, industria alimentaria, etc.
Los químicos especializados en ciencias de la salud humana, tales como Químicos clínicos, Químicos Bacteriólogos Parasitólogos,  Químicos Farmacéuticos Biólogos, farmacéuticos, bioquímicos, bioquímicos diagnósticos, pueden trabajar en la síntesis, producción, venta y regulación en materia legal de medicamentos, análisis clínicos, desarrollo, investigación, docencia y capacitación continua de personal.

### Profesión de químico
Siendo la química una ciencia de la naturaleza, los químicos están presentes en varios campos, ya sea en Ciencia de los materiales y polímeros, en energía, en agroalimentaria en ciencias de la salud, en fármacos, en Óptica, en Metalurgia, en ciencias medioambientales, en organismos gubernamentales y en Investigación básica.
Las ramas de la química incluyen la Química orgánica, la inorgánica, la física, la biológica (Bioquímica), la clínica, la analítica, la industrial y la teórica.
Además de los científicos químicos y los ingenieros químicos, también hay técnicos químicos.

## Empleo
Los tres principales empleadores de los químicos son las instituciones académicas, la industria, especialmente la industria química y la industria farmacéutica, y los laboratorios gubernamentales.
La química suele dividirse en varias subdisciplinas principales. También existen varios campos interdisciplinares y más especializados de la química. Existe un gran solapamiento entre las distintas ramas de la química, así como con otros campos científicos como la biología, la medicina, la física, la radiología y varias disciplinas de la ingeniería.
- Química analítica es el análisis de muestras de materiales para comprender su composición química y estructura. La química analítica incorpora métodos experimentales estandarizados en química. Estos métodos pueden utilizarse en todas las subdisciplinas de la química, excluida la química puramente teórica.
- Bioquímica es el estudio de los productos químicos, reacciones químicas} e interacciones químicas} que tienen lugar en los organismos} vivos. La bioquímica y la química orgánica están estrechamente relacionadas, por ejemplo, en química medicinal.

.
.

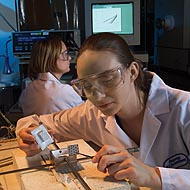
Una química prepara una nueva pila de combustible para probarla

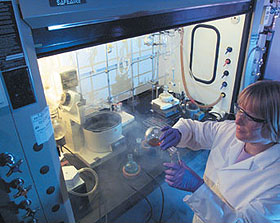
Una química vierte agua de un matraz de fondo redondo

- Química inorgánica es el estudio de las propiedades y reacciones de los compuestos inorgánicos. La distinción entre las disciplinas orgánica e inorgánica no es absoluta y hay muchos solapamientos, sobre todo en la subdisciplina de la química organometálica. La Química inorgánica es también el estudio de la estructura y el enlace atómico y molecular.
- Química medicinal es la ciencia que se ocupa del diseño, la síntesis y el desarrollo de fármacos. La química medicinal implica la identificación, síntesis y desarrollo de nuevas entidades químicas adecuadas para uso terapéutico. También incluye el estudio de los fármacos existentes, sus propiedades biológicas y sus relaciones cuantitativas estructura-actividad.
- Química orgánica es el estudio de la estructura, propiedades, composición, mecanismos y reacciones químicas de los compuestos de carbono.
- Química física es el estudio de las bases físicas fundamentales de los sistemas y procesos químicos. En particular, la energética y la dinámica de dichos sistemas y procesos son de interés para los fisicoquímicos. Entre las principales áreas de estudio se incluyen la termodinámica química, la cinética química, la electroquímica, la química cuántica, la mecánica estadística y la espectroscopia. La química física se solapa en gran medida con la química teórica y la física molecular. La química física implica el uso del cálculo en la derivación de ecuaciones.
- Química teórica es el estudio de la química a través del razonamiento teórico (normalmente dentro de las matemáticas o la física). En particular, la aplicación de la mecánica cuántica a la química se denomina química cuántica. Desde el final de la Segunda Guerra Mundial, el desarrollo de los ordenadores ha permitido un desarrollo sistemático de la química computacional, que es el arte de desarrollar y aplicar programas informáticos para resolver problemas químicos. La química teórica tiene un gran solapamiento con la física de la materia condensada y la física molecular.

## Sociedades profesionales
Los químicos pueden pertenecer a sociedades profesionales específicas para profesionales e investigadores del campo de la Química, como la Royal Society of Chemistry en el Reino Unido, la American Chemical Society (ACS) en Estados Unidos de América,  la Real Sociedad Española de Química en España. o la Verein Deutscher Chemiker (sociedad de químicos de Alemania).

## Premio Nobel de Química

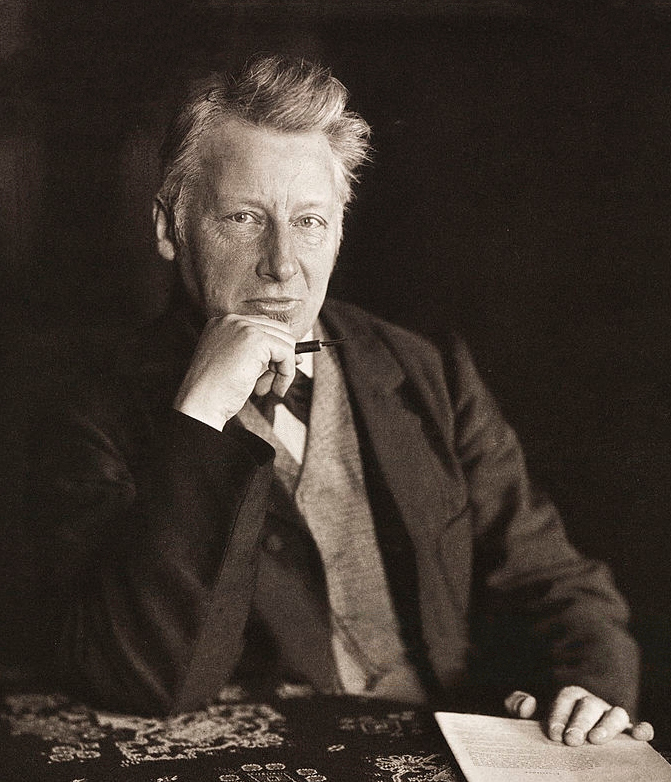
Jacobus van 't Hoff, primer galardonado con el Premio Nobel de Química en 1901)

- Anexo:Premio Nobel de Química

## Sobre el uso del términoquímico
A veces en español se hace un uso inadecuado del término químico como producto químico o sustancia química. Esto se debe a una mala traducción del inglés chemical como químico, en vez de producto químico o sustancia química. 
Está recogido en Wikipedia como un ejemplo típico de falso amigo, aunque este error es frecuente incluso en los medios de comunicación.